# باكس (فلم 1994)
باكس (بالبرتغالية: PAX) هو فيلم كوميدي برتغالي لعام 1994، من إخراج إدواردو جيديس ومن سيناريو برونو هيلر، وهو جزء من ثلاثة أفلام حول لشبونة عاصمة الثقافة الأوروبية في عام 1994.

## روابط خارجية
- مقالات تستعمل روابط فنية بلا صلة مع ويكي بيانات